# ナジアンゾスのグレゴリオス
ナジアンゾスのグレゴリオス（325年/330年 - 389年1月25日）は、ギリシア教父のひとり、4世紀のローマ帝国カッパドキア属州のキリスト教神学者、聖職者である。正教会・カトリック教会で聖人。日本ハリストス正教会では神学者グリゴリイと呼ばれる。日本のカトリック教会ではナジアンズの聖グレゴリオあるいは聖グレゴリオ（ナジアンズ）司教教会博士といった表記が用いられる。

## 生涯
キリスト教徒の家庭に育ち、はじめカエサレアに、のちにアテナイに大バシレイオス（大ワシリイ）とともに学ぶ。のち361年にナジアンゾスに戻り、そこの主教に任命される。378年アンティオキア教会会議によってコンスタンティノポリス大主教に選出され、グレゴリオスもこれを承諾してコンスタンティノポリスに移ったが、同地のアリウス派、アポリナリウス派の反対を受け、379年教会内で群集に襲われ負傷する事件があった。またこの任命は主教の移動を禁じた教会法に触れるため後に381年の第1回コンスタンティノポリス公会議で取り消された。グレゴリオスはこの公会議の議長を途中まで務めた。説教集や異端論駁などの著作を残す。
盟友バシレイオスは、修道霊性の理想追求の具体的な中味を明確にさせ、グレゴリオスは多くの著作と主教としての活動によって、その理想の神学的根拠を明らかにした。そして、人間の神化（テオーシス）思想の理論化や神の本質の不可知性と神の業において顕現する神の光の可知性の二重構造を神学理論として体系立てることに大きく貢献した。これらの神学理論は後世の神秘思想を方向づける神学的テーマとなった。
正教会では特に崇敬され、「神学者」の称号で呼ばれる。正教会でこの称号をもつ聖人は他に2人だけである（新神学者シメオンも入れれば3人）。
中世半ばから、正教会では、大バシレイオス、ナジアンゾスのグレゴリオス、ヨハネス・クリュソストモス（金口イオアン）の3人は三成聖者として合同の祭りをもつようになった。

## 主な著作
- 『講話』（45編）
  - 荻野弘之訳『神学講話』（5編） - 『中世思想原典集成<2> 盛期ギリシア教父・ビザンティン思想』 平凡社 1992年（第3-5講話を収録）
- 『詩集』（教理詩、賛歌、哀歌、格言詩、約400篇）
  - 沓掛良彦訳『ナジアンゾスのグレゴリオス作のエピグラム集』 - 『ギリシア詞華集 2』京都大学学術出版会〈西洋古典叢書〉 2016年（後世の詩選集に吸収された形で伝わる）
- 『書簡集』（249書簡）
  - 小高毅訳『クレドニオスへの第一の手紙』 - 『中世思想原典集成<2> 盛期ギリシア教父・ビザンティン思想』平凡社 1992年